# Rudolf Gallob
Rudolf Gallob (* 17. April 1928 in Krottendorf, heute zu Lavamünd; † 10. November 2015 in Lavamünd) war ein österreichischer Politiker (SPÖ). Er war Mitglied des Kärntner Landtags und gehörte von 1970 bis 1989 der Kärntner Landesregierung an.

## Leben
Ab 1950 war Gallob für die Straßenmeisterei Lavamünd tätig.
Von 1958 bis zur Eingemeindung nach Lavamünd 1973 war er Bürgermeister der Gemeinde Ettendorf und anschließend bis 1975 der Gemeinde Lavamünd.
Als Nachrücker für Leo Lukas wurde Gallob 1966 Mitglied des Kärntner Landtags. Nach der Landtagswahl 1970 wurde er zum Landesrat in der Regierung Sima II ernannt. Er blieb auch nach dem Rücktritt von Hans Sima und der Angelobung Leopold Wagners Landesrat in den Landesregierungen Wagner I, Wagner II, Wagner III und Wagner IV. Nachdem Wagner 1988 zurückgetreten war, wurde Gallob in der Regierung Ambrozy bis 1989 Stellvertreter des neuen Landeshauptmanns Peter Ambrozy als Nachfolger des ebenfalls zurückgetretenen Erwin Frühbauer. 
In den Landesregierungen, denen er angehörte, war Gallob verantwortlich für die Referate Soziales, Gesundheit, Krankenanstalten, Hochbau und Personal.
Gallob wurde 2001 zum Präsidenten der Ulrichsberggemeinschaft gewählt. Aufgrund mangelhafter Abgrenzung zum Extremismus trat er 2009 von diesem Amt zurück.